# Il pianeta dei vigilanti
Il pianeta dei vigilanti (Wine of the Dreamers) è un romanzo di fantascienza dell'autore statunitense John D. MacDonald, pubblicato nel 1950.
In Italia è stato pubblicato per la prima volta con il titolo Il pianeta dei sognatori.

## Storia editoriale
Il romanzo fu pubblicato per la prima volta sulla rivista Startling Stories nel maggio del 1950 con il titolo Wine of the Dreamers e ristampato in volume l'anno successivo; il titolo originale fu modificato in Planet of the Dreamers a partire dall'edizione del 1953. Il libro è stato tradotto in tedesco, francese, russo.
In italiano fu edito nel 1954, nella traduzione di Orazio Viani; nel 1999 venne ripubblicato come Il pianeta dei vigilanti con la medesima traduzione.

## Trama
L'umanità è giunta al livello scientifico che dovrebbe tradursi nel volo interplanetario, grazie alle formule di Beatty che solo il dottor Bard Lane è in grado di applicare. Lane è quindi incaricato di portare a termine il "Progetto Tempo" e dispone dell'astronave Beatty I; il progetto è costosissimo e tutti i partecipanti sono controllati dalla psichiatra Sharan Inly, per prevenire atti inconsulti per eccesso di tensione. Infatti un tecnico, William Kornal, in un momento di obnubilamento della mente ha distrutto le preziose apparecchiature del suo laboratorio, mandando a monte quattro mesi di lavoro. Sulla Terra, episodi del genere avvengono con frequenza: vi sono persone che compiono d'improvviso crimini nefandi, senza una ragione, ma tutti ricordandosi in seguito che si sentivano come posseduti da forze demoniache.
Intanto, molto lontano nell'Universo, un ragazzo cresce attendendo l'entrata nell'età adulta: si chiama Raul Kinson e, sdegnando i giochi dei coetanei, ha imparato a leggere e conosciuto la storia dei Padri fondatori. Raul si distingue anche per la forza e il colore nero dei capelli, mentre gli altri ragazzi sono fragili, dalla pelle bianco-bluastra e con capelli radi, che spariranno entro i vent'anni. Anche Leesa, sorella di Raul, è come lui ed è considerata brutta; condivide le scoperte del fratello ma è meno curiosa e interessata alla conoscenza. Divenuto adulto, Raul ha il permesso di sognare, l'unica attività impegnata del suo pianeta. Con la mente e con l'ausilio di una macchina, egli entra nelle menti di persone che vivono in mondi lontani e può sopraffare la volontà dei suoi ospiti. Gli è stato inculcato che nulla è reale al di fuori del suo mondo e i sogni non corrispondono a una realtà conoscibile.
I sognatori possono trasmigrare in tre pianeti: Marit, dove ci sono uomini rozzi, brutali e arretrati nella tecnologia; Terra, dove gli uomini sono evoluti, ma sottoposti allo stress di raggiungere sempre qualcosa e Ormadz, dove gli uomini comunicano con il puro pensiero e possono respingere i visitatori mentali. Raul ha scoperto che i tre pianeti sono antiche colonie del suo mondo, create per fornire alla discendenza la possibilità di sopravvivere. Ma la comoda vita di quelli che sono rimasti, all'interno di un enorme edificio (ormai creduto essere il mondo intero, ha corrotto lo spirito dei Padri e tutti i contemporanei di Raul si limitano a sognare, con il solo scopo di distruggere quello che negli altri mondi è realizzato per esplorare lo spazio. La Legge del suo Pianeta impone a Raul di considerare giocattoli gli abitanti degli altri pianeti e ciò lo scandalizza, favorendo la sua ribellione.
Così Raul incontra nei suoi sogni Bard Lane e Sharan Inly. Vuole convincerli che lui esiste su un pianeta diverso, ma non è un nemico. Cerca anche di allearsi con Leesa, ormai adulta, ma, in un primo tempo, la donna si è abituata ad eccedere nel visitare i terrestri e indurli a follie molto sanguinose. Per questo, Leesa, dopo aver conosciuto Lane e Sharan, "entra" in un addetto alla Beatty I e gli fa commettere una scorrettezza minima che distrugge l'astronave e causa ventotto vittime. Tornati nel loro mondo, Raul si rifiuta di parlare a Leesa fino al giorno in cui lei manifesta un pentimento tale che solo un sentimento sconosciuto (l'amore) può averle ispirato. Leesa si è innamorata di Bard Lane, come Raul è innamorato di Sharan.
Ormai uniti negli intenti, i due terrestri e i due sognatori devono lottare contro i governanti dei rispettivi mondi. La loro impresa sembra non avere possibilità di riuscita, soprattutto a causa degli anziani dei sognatori che un uomo, Jord Orlan, convince a espellere nel vuoto i due fratelli, affinché scontino con una crudele morte la ribellione contro la Legge. Orlan è in realtà l'unico a chiedersi se le scelte dei sognatori siano giuste e, quando vede partire una delle loro antiche astronavi guidata da Raul, comprende che il suo mondo deve morire e distrugge le macchine-sogno. I fratelli arrivano sulla Terra grazie a un colonnello che, in memoria di un figlio morto suicida in preda alla follia, decide di permettere all'astronave di atterrare e di accogliere i nuovi arrivati con amicizia.

## Edizioni
- (EN) John Dann McDonald, Wine of the Dreamers, in Startling Stories, anno 21 numero 2, Better Publications, Inc., maggio 1950.
- (EN) John Dann McDonald, Wine of the Dreamers, New York, Greenberg, 1951.
- (EN) John Dann McDonald, Planet of the Dreamers, New York, Pocket Books, 1953.
- John Dann McDonald, Il pianeta dei sognatori, traduzione di Orazio Viani, n. 21, La Piramide (serie Verde), Milano, Aldo Martello Editore, 1954.
- (DE) John Dann McDonald, Planet der Träumer, traduzione di Jesco von Puttkamer, n. 39, Utopia Großband, Rastatt, Pabel, 1956.
- (PT) John Dann McDonald, História de dois mundos, traduzione di Mário-Henrique Leiria, n. 44, Argonauta, Oeiras, Livros do Brasil, 1958.
- (SW) John Dann McDonald, Drömmarnas planet, traduzione di Bengt Öste, n. 15, Rymd-böckerna, Malmö, Wennerbergs, 1959.
- (ES) John Dann McDonald, Planeta de soñadores, traduzione di J. Ferrer, n. 28, Galaxia, Barcellona, Vértice, 1964.
- (NL) John Dann McDonald, De planeet van de dromers, traduzione di J. B. de Mare, n. 1319, Zwarte beertjes, Haarlem, Bruna, 1970, ISBN 978-90-229-1319-2.
- (FR) John Dann McDonald, Le vin des rêveurs, in Le vin des rêveurs / Le bal du cosmos, n. 57, Club du Livre d'Anticipation, Parigi, OPTA, 1975, ISBN 978-2-7201-0032-1.
- John Dann McDonald, l pianeta dei vigilanti, traduzione di Orazio Viani, Cosmo Oro, n. 176, Milano, Editrice Nord, 1999, ISBN 978-88-429-1078-7.